# Albert Bunjaku
Albert Bunjaku, född 29 november, 1983 i Gjilan, SFR Jugoslavien är en schweizisk-kosovansk före detta fotbollsspelare (anfallare). Han har tidigare spelat för Schweiz landslag, men valde senare att spela för Kosovo.